# الهجوم على الدمام
كان الهجوم على الدمام عملية عسكرية عام (1282هـ/1866م) من قبل السفينة البريطانية لتدمير الحصن في الدمام الذي يسيطر عليه السعوديون؛ ومع ذلك، فشل الهجوم.

## خلفية
في أواخر عام 1865، غزا السعوديون عمان وتوجهوا نحو مدينة سهام. في ذلك الوقت، كانت عمان متحالفة مع البريطانيين، وكان هندي بريطاني يهرب ويغرق. دفع هذا البريطانيين إلى إرسال إنذار نهائي إلى فيصل، الذي توفي في ديسمبر. تم إرسال الرسالة إلى عبدالله بن فيصل. طالب البريطانيون باعتذار عن وفاة الهنود البريطانيين وعشرة هنود آخرين تم نهبهم من حيازتهم، ودفع 27000 دولار كتعويضات، والوعد بعدم حدوث أي هجوم في المستقبل مرة أخرى. إذا فشل في الرد في غضون 17 يوما، فإن البريطانيين سيهاجمون حصونهم على الساحل. السفينة البريطانية H.M.S. عاد Highflyer، الذي تم إرساله إلى عبدالله، إلى القطيف في 30 يناير. لم يجد البريطانيون أي رد من السعوديين، وأطلقوا هجومهم.

## الهجوم
في الثاني من فبراير، تم إرسال سفينة إتش.إم.إس. هايفلاير لمهاجمة حصون السعودية في القطيف والدمام. في القطيف، دخلت القوات البريطانية الميناء ودمرت حصنًا صغيرًا يُدعى "برج أبو الليف" إلى جانب سفينة، ومن ثم في اليوم التالي، وصلت السفينة إلى الدمام بقيادة الملازم لونج. لتدمير الحصن هناك، تم إرسال فريق أرضي، الذي اضطر إلى المشي عبر الماء لمسافة كبيرة من الحصن، وهاجموا المكان هناك، ولكن وجدوا أن طاقم الحصن أقوى بكثير مما كانوا يتوقعون ولم يتمكنوا من فتح مدخل، فتم رد هجومهم بخسائر بلغت ثلاثة قتلى وخمسة جرحى (ضابطين وثلاثة رجال)، في الرابع من فبراير، تم تجديد الهجوم. باستغلال ارتفاع المياه، تعرض الحصن لقصف بالطلقات والقذائف والصواريخ؛ ومع ذلك، لم يتمكنوا من اختراق الجدران، وبقي الحصن بيد السعوديين.
فشل الهجوم بسبب عدم معرفة القوات البريطانية بالمعرفة المحلية للمنطقة والخبرة، حيث كان هناك ممثل محلي واحد فقط يرافق البعثة.